# Lignano Sabbiadoro
Lignano Sabbiadoro (friülà Lignan) és un municipi italià, dins de la província d'Udine, a la regió de Bassa Friülana. L'any 2007 tenia 6.789 habitants. Limita amb els municipis de Latisana, Marano Lagunare i San Michele al Tagliamento (VE).

## Administració
| Període | Identitat        | Partit        |
| ------- | ---------------- | ------------- |
| 2004-   | Silvano Delzotto | Llista cívica |